# 더 라스트 오브 어스
《더 라스트 오브 어스》(The Last of Us)는 너티 독이 개발한 일련의 액션 어드벤처 게임 시리즈이다. 동충하초속균으로 전파되면 동족포식의 생물체로 변하는 유행병으로 인해 종말을 맡은 미국이 배경이다. 삼인칭 시점을 사용하며 플레이어가 적대적인 인간과 생물체를 상대로 잠입을 포함한 다양한 전투방법으로 생존해야 하는 것이 게임의 주목표이다.
첫 번째 게임은 《더 라스트 오브 어스》로 브루스 스트랠리와 닐 드릭만이 감독해 플레이스테이션 3로 2013년 6월 출시됐다. 리마스터판은 2014년 7월 플레이스테이션 4로 발매됐다. 2020년 6월, 후속작 《더 라스트 오브 어스 파트 II》가 플레이스테이션 4로 출시됐다. 2023년 9월에 1편의 리메이크 《더 라스트 오브 어스 파트 I》가 플레이스테이션 5로 발매됐다.
2023년에 비디오 게임에 기반한 드라마판을 HBO가 제작해 방영했다.

## 매체

### 비디오 게임
| 2013 | 더 라스트 오브 어스                  |
| 2014 | 더 라스트 오브 어스: 레프트 비하인드 |
| 2014 | 더 라스트 오브 어스: 리마스터드      |
| 2015 |                                      |
| 2016 |                                      |
| 2017 |                                      |
| 2018 |                                      |
| 2019 |                                      |
| 2020 | 더 라스트 오브 어스 파트 II          |
| 2021 |                                      |
| 2022 | 더 라스트 오브 어스 파트 I           |
| 2023 |                                      |

《더 라스트 오브 어스》는 2013년 6월 14일 플레이스테이션 3로 발매됐다. 리마스터판 《더 라스트 오브 어스 리마스터드》는 2014년 7월 플레이스테이션 4로 발매됐다. 주인공은 20년 전 변종균 유행으로 딸 사라를 잃은 조엘로, 균에 면역이 있는 엘리를 균을 예방하는 약을 제조하려는 집단 파이어플라이에 데려다주기 위해 종말 후의 미국 전역을 걸쳐 동행하는 이야기를 다뤘다.
《더 라스트 오브 어스: 레프트 비하인드》는 2014년 2월 14일 플레이스테이션 3로 발매됐다. 《더 라스트 오브 어스》의 다운로드 가능 컨텐츠이다. 2014년 플레이스테이션 4로 발매된 《리마스터드》에 수록됐으며 2015년 5월 12일에 플레이스테이션 3 및 4로 독립 확장팩으로 출시됐다. 본편 사건의 3주 전 엘리가 겪은 일을 다뤘다.
《더 라스트 오브 어스 파트 II》는 2020년 6월 19일 플레이스테이션 4로 발매됐다. 1편 사건으로부터 4년 후, 애비 앤더슨이 파이어플레이의 의사였던 자신의 아버지를 살해한 조엘에게 복수하고, 이후 엘리가 시애틀에서 애비를 추적해 충돌하는 사건을 다뤘다.
《더 라스트 오브 어스 파트 I》은 2022년 9월 2일 플레이스테이션 5로 발매됐다. 2023년 3월 28일에 마이크로소프트 윈도우로 발매됐다. 1편의 리메이크로 개선된 게임플레이, 증강된 인공지능, 기술적 환경 향상 및 접근성 설정 확장이 포함됐다.

### 텔레비전 드라마
2020년 3월, HBO에서 드라마판 제작이 계획단계에 있다고 발표됐다.